# Adrian Fartade
Adrian Fartade (Bacău, 2 aprile 1987) è un divulgatore scientifico, youtuber e scrittore rumeno naturalizzato italiano che si occupa soprattutto di astronomia e astronautica.

## Biografia
Nato nella città di Bacău, in Romania, si è trasferito in Italia all'età di 15 anni, dove ha studiato informatica alle scuole superiori e si è laureato in storia e in filosofia (con un percorso di studi focalizzato su scienza e astronomia) all'Università di Siena. Contemporaneamente ha studiato recitazione presso la Nuova Accademia di Teatro d'Arte. Appassionato di astronomia, nel 2009 ha creato la piattaforma web Link2universe oltre al canale YouTube Link4Universe, dove si occupa delle più recenti scoperte in campo astronomico e dello sviluppo del settore astronautico.
È stato ospite in diverse trasmissioni televisive e radiofoniche come Radio Deejay e Rai Radio 2, e ha partecipato al programma C'è spazio, in onda sul canale televisivo TV2000. Ha tenuto monologhi sull'esplorazione spaziale in diverse scuole e teatri italiani.
Dal 2019, collabora con Luca Perri alla realizzazione di una serie di podcast: per Audible hanno realizzato VS - Verso lo Spazio, Astrobio - I grandi personaggi dell'astronomia, IgNobel - L'utilità dell'inutilità scientifica, Cineastri e Cineastri - il ritorno, mentre per YouTube hanno realizzato Apollo 50, Flyby e Stellar Awards 2024.
È stato ospite anche di podcast come Muschio selvaggio e del docu-cast (docufilm podcast) dal titolo Infodemic: il virus siamo noi, scritto e condotto da Luca Perri e Barbascura X.
Dal giugno 2022 partecipa al programma di Rai2 Drusilla e l'almanacco del giorno dopo, condotto da Drusilla Foer, nella rubrica L'astronomo del giorno dopo.
Il 15 dicembre 2022 ha vinto insieme a Leo Ortolani e Luca Perri il Premio Nazionale di Divulgazione Scientifica Giancarlo Dosi (sezione speciale “Libri di divulgazione per ragazzi”) con il libro Apollo Credici. Un game book spaziale.
Attualmente gestisce il suo canale YouTube Link4Universe dove trasmette in live dirette di lanci, inoltre gestisce un tour dove divulga temi scientifici incentrati sullo spazio.

## Vita privata
Il 9 giugno 2022 ha fatto coming out dichiarando la propria identità di genere non binaria.

## Programmi televisivi
- C'è spazio (TV2000, 2018-2019)
- Infodemic: il virus siamo noi, docufilm/podcast (Prime Video, 2021)
- Drusilla e l'almanacco del giorno dopo (Rai 2, 2022)

## Podcast
- con Luca Perri, VS - Verso lo Spazio, 16 episodi (Audible, ottobre 2019)
- con Luca Perri, Astrobio - I grandi personaggi dell'astronomia, 28 episodi (Audible, maggio 2020)
- con Luca Perri, IgNobel - L'utilità dell'inutilità scientifica, 16 episodi (Audible, novembre 2020)
- con Luca Perri, Cineastri , 12 episodi (Audible, settembre 2022)
- con Luca Perri, Apollo 50, 8 episodi (YouTube, dicembre 2022)
- con Luca Perri, Cineastri - il ritorno, 10 episodi (Audible, dicembre 2023)
- con Luca Perri, Flyby, 7 episodi (YouTube, dicembre 2023)
- con Luca Perri, Stellar Awards 2024, 7 episodi (YouTube, dicembre 2024)

## Opere letterarie

### Libri
- A piedi nudi su Marte. Viaggio nel sistema solare interno: 4 pianeti, 3 lune e una stella coi fiocchi, Milano, Rizzoli, 2018. ISBN 978-88-586-9304-9.
- Su Nettuno piovono diamanti. Da Giove a Ultima Thule: viaggio ai confini del sistema solare, Milano, Rizzoli, 2019. ISBN 978-88-586-9639-2.
- Come acchiappare un asteroide. Viaggio alla scoperta dei corpi celesti minori che ci aiuteranno a salvare la Terra, Milano, Rizzoli, 2020. ISBN 978-88-318-0016-7.

### Librogame
- con Luca Perri e Leo Ortolani, Apollo credici. Un game book spaziale, Novara, De Agostini, 2021. ISBN 978-88-5119-647-9.

## Riconoscimenti
Forbes TOP Creator Awards
- 2023 - premio Redazione (categoria Education)[22]